# Христофор Колумб Крафт-молодший
Христофор Колумб Крафт-молодший (28 лютого 1924 року — 22 липня 2019 року) — американський аерокосмічний інженер, менеджер NASA, який відіграв важливу роль у створенні операції агентства з управління місіями.

## Біографія
Христофор Колумб Крафт-молодший народився у Фебі, штат Вірджинія,28 лютого 1924 року, був названий на честь свого батька, Христофора Колумба Крафта, який народився в Нью-Йорку в 1892 році. Його мати Ванда Олівія (уроджена Суддрет; 1892—1980) була медсестрою.
Хлопчиком Крафт був учасником барабанного оркестру американського легіону, і грав у бейсбол.
У 1942 році Крафт розпочав навчання у Віргінському політехнічному інституті та Державному університеті (штат Вірджинія Тех). Він став членом кадетського корпусу. Протягом першого курсу спробував записатися до армії курсантом ВМС США, але був відхилений через опік правої руки, який стався у трирічному віці. За вимогами військового часу компанія Virginia Tech працювала за дванадцятимісячним графіком, і Крафт закінчив навчання за два роки у грудні 1944 році, отримав ступінь бакалавра аеронавігаційної техніки.
У 1950 році Крафт одружився з Бетті Енн, з якою познайомився в середній школі. У них народилося двоє дітей, Гордон і Крісті-Енн. У своїй автобіографії Крафт визнав жертви, які принесла його сім'я в результаті його роботи в НАСА, сказавши, що «я був … більше віддалений від Гордона та Крісті-Анни, ніж типовий американський батько».
Крафт був єпископом і служив читачем у місцевій церкві. Сім'я Крафта була глибоко заангажована в церковну діяльність: Бетті Енн викладала в недільній школу і служила у вівтарній гільдії; Гордон був прислужником, а Крісті-Анна співала в хорі. На додаток до своїх обов'язків читача, Крафт деякий час викладав у класі вивчення Біблії для дорослих.
Крафт був завзятим гравцем у гольф з тих пір, як його познайомив з грою в 1940-х роках його друг і колега з NASA Сіг Сьоберг. Він назвав хороший гольф причиною перебування в Х'юстоні після виходу на пенсію.
Крафт помер 22 липня 2019 року в Х'юстоні у віці 95 років.

## Діяльність
По закінченні навчання Крафт планував працювати в авіакомпанії Chance Vought у штаті Коннектикут. Він також надіслав заявку до Національного консультативного комітету з питань аеронавтики, урядової установи, дослідницький центр якої знаходився в Хемптоні, штат Вірджинія. Йому сказали, що його не можуть взяти на роботу без свідоцтва про народження, яке він не мав із собою. Роздратований бюрократичним мисленням компанії, він вирішив прийняти пропозицію від НАСА. Крафт був призначений до підрозділу льотних досліджень, де Роберт Роу ГілрутР. Гілрут був керівником. Його робота з NACA включала розробку раннього прикладу систем зменшення поривів повітряних суден, що летіли в турбулентному повітрі. Це передбачало компенсацію змін атмосфери шляхом автоматичного відхилення поверхонь управління. Він також виявив, що завихрення крил відповідає за більшу частину турбулентності в повітрі. Більше десяти років він працював над аеронавігаційними дослідженнями. У 1958 році його попросили приєднатися до Космічної робочої групи — невеликої команди, якій було доручено готувати у космос першу людину Америки. Крафт став першим керівником польотів НАСА.
На початку програми «Аполлон» Крафт зосередився на управлінні та плануванні польотів. У 1972 році він став директором Пілотованого космічного центру (пізніше Космічного центру Джонсона і обіймав цю посаду до своєї відставки в НАСА у 1982 році. Під час виходу на пенсію Крафт консультував численні компанії, включаючи IBM та Rockwell International.

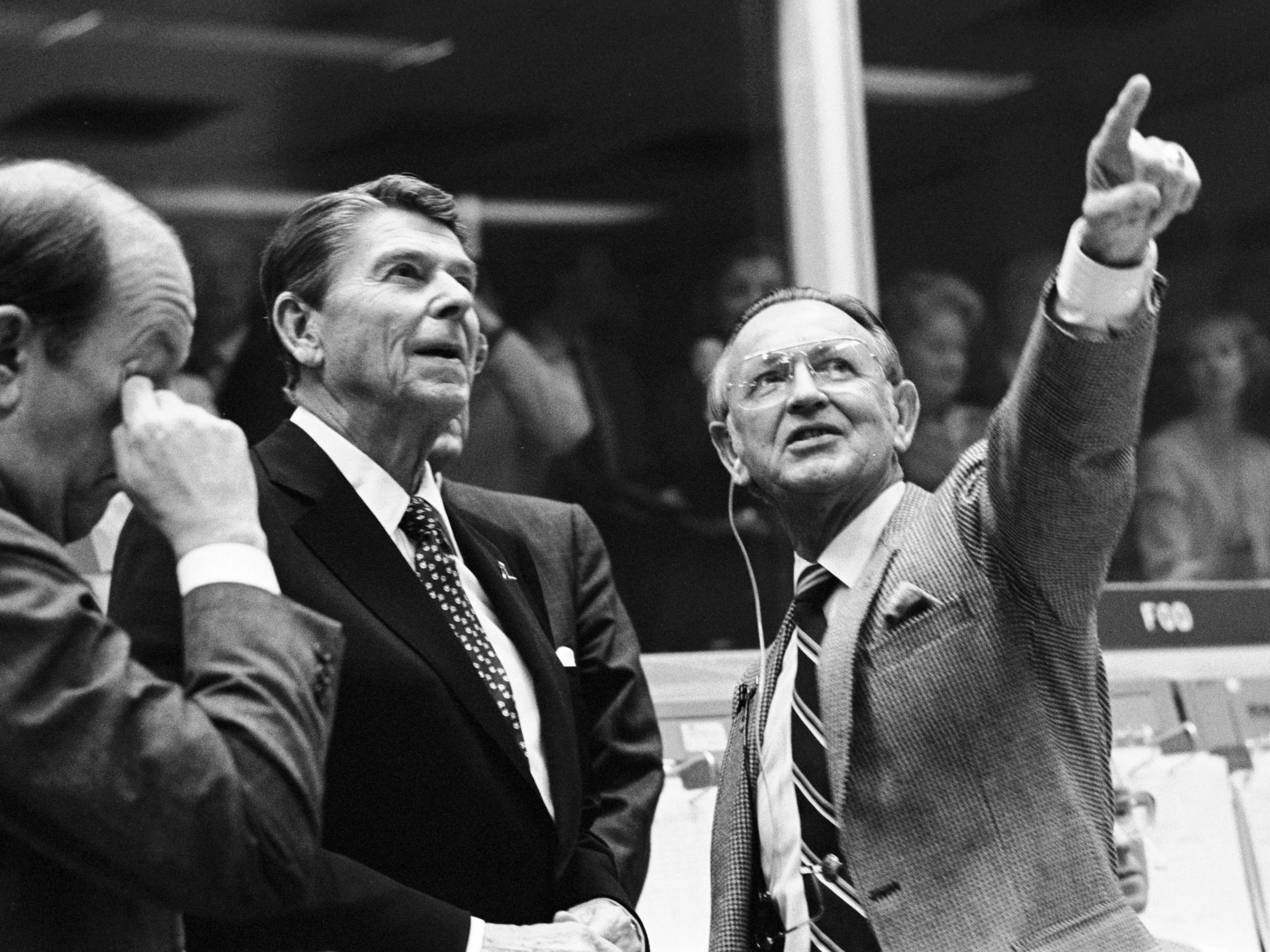
Крафт показує президенту Рональду Рейгану Центр управління польотами під час місії STS-2 у 1981 році

У 1994 році Крафт був призначений головою незалежної експертної групи з питань управління космічними шатлами — групи, що складалась з провідних аерокосмічних експертів. Їхнім завданням було дослідження шляхів, за допомогою яких НАСА могло зробити свою програму більш економічно ефективною. Звіт групи був опублікований у лютому 1995 року.
Крафт не вважав себе сильним теоретиком. У 1956 році у нього діагностували виразку і він задумався про зміну кар'єри.

### Директор польоту
У 1957 році російський політ Супутника 1 спонукав США пришвидшити свою нову космічну програму. 29 липня 1958 р. Президент Дуайт Д. Ейзенхауер підписав Національний закон про аеронавтику та космос, яким було засновано NASA та включено NACA до складу цієї новоствореної організації. Гілрут запросив Крафта стати частиною нової групи, яка працювала над проблемами виведення людини на орбіту. Не довго вагаючись, він прийняв пропозицію. Коли 5 листопада було офіційно сформовано групу космічних завдань, Крафт став одним із тридцяти п'яти інженерів, яких було призначено готувати проект Меркурій, американську програму «людина в космосі».
Як член космічної робочої групи, Крафт був призначений до підрозділу льотних операцій, який складав плани та заходи щодо експлуатації космічного корабля «Меркурій» під час польоту, а також для контролю та моніторингу місій з землі. Крафт став помічником Чак Метьюз, керівника підрозділу, і на нього поклали відповідальність за складання плану місії.
Коли Крафт почав планувати льотні операції НАСА, жодна людина ще не літала в космосі. Завдання, яке стояло перед ним, було величезним, вимагало уваги до планів польотів, термінів, процедур, відстеження космічних кораблів, телеметрії, наземної підтримки, телекомунікаційних мереж та управління надзвичайними ситуаціями.

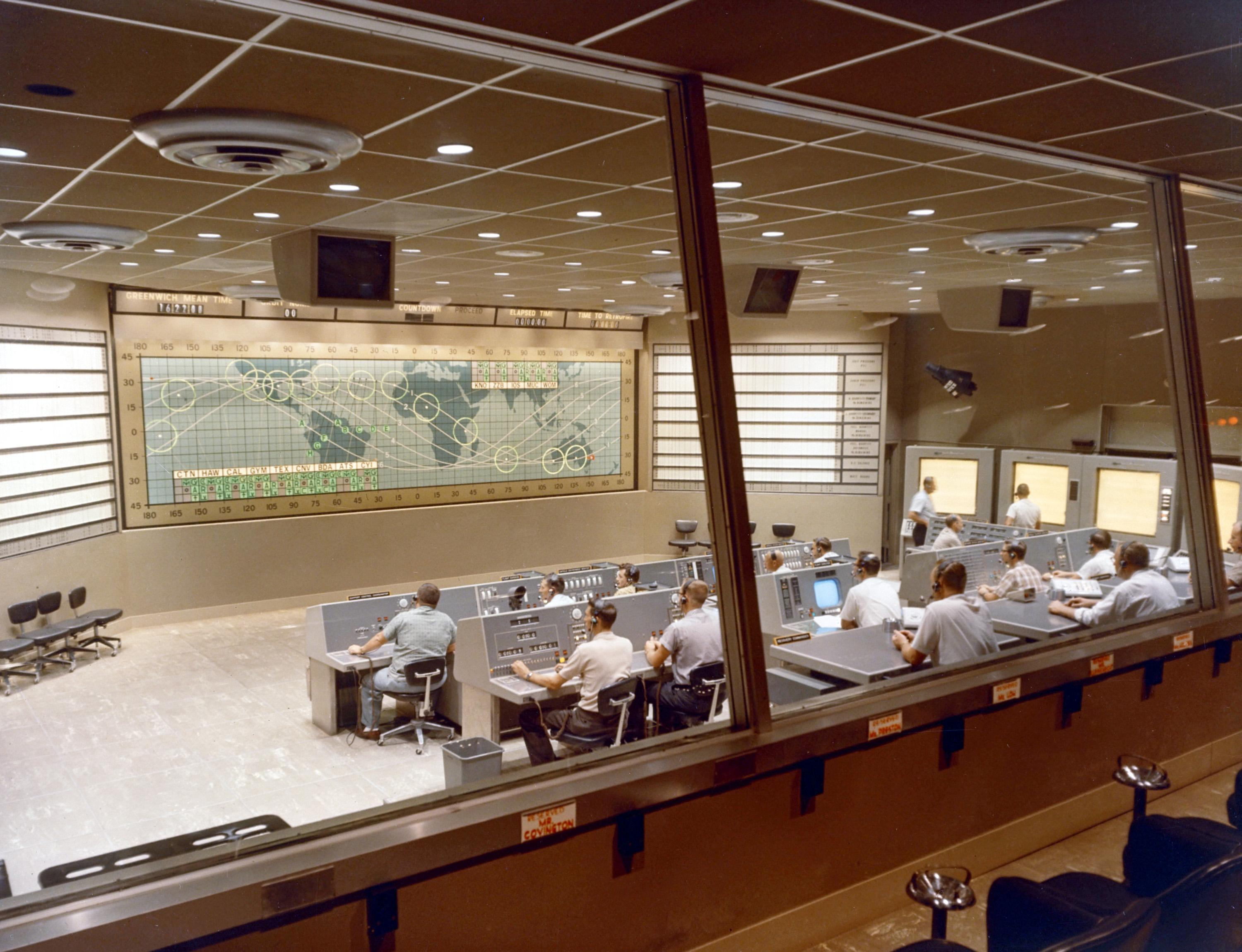
Контроль місії, як це було під час проекту Меркурій

Одним з найважливіших внесків Крафта в космічні польоти було його зародження концепції центру управління місіями. Багато інженерів проєкту «Меркурій» раніше працювали над льотними випробуваннями літаків, де роль наземної підтримки була мінімальною.
Важливою концепцією, запровадженою Крафтом, була ідея директора польоту, людини, яка координувала б команду інженерів і приймала рішення в режимі реального часу. Як згодом згадував Метьюз, одного разу до нього прийшов Крафт і сказав: «Потрібно, щоб хтось відповідав за польоти, поки вони насправді йдуть, і я хочу бути цією людиною». У такий неформальний спосіб народилася посада директора польоту.
Основним досвідом для Крафта став політ Меркурія-Атласа 5, який направив шимпанзе на ім'я Енос у перший американський орбітальний космічний політ, що перевозив живого пасажира. Крафт розглядав їх як важливі випробування для людей, а також як репетиції польотів, що відбудуться після цього. . Після польоту астронавт Джон Глен підтверджував перевагу астронавтів над шимпонавтами". Проте для Крафта політ Еноса став доказом важливості прийняття рішень у режимі реального часу в рамках управління місіями. Це також дало йому перший досвід відповідальності, яку він як керівник польоту мав би за життя іншого, будь то людина чи шимпанзе.

### Меркурій
Крафт працював директором польоту під час усіх шести місій Меркурія. Тільки під час останнього польоту - Меркурій-Атлас 9, який тривав понад добу поділяв відповідальність зі своїм заступником Джоном Ходжем.

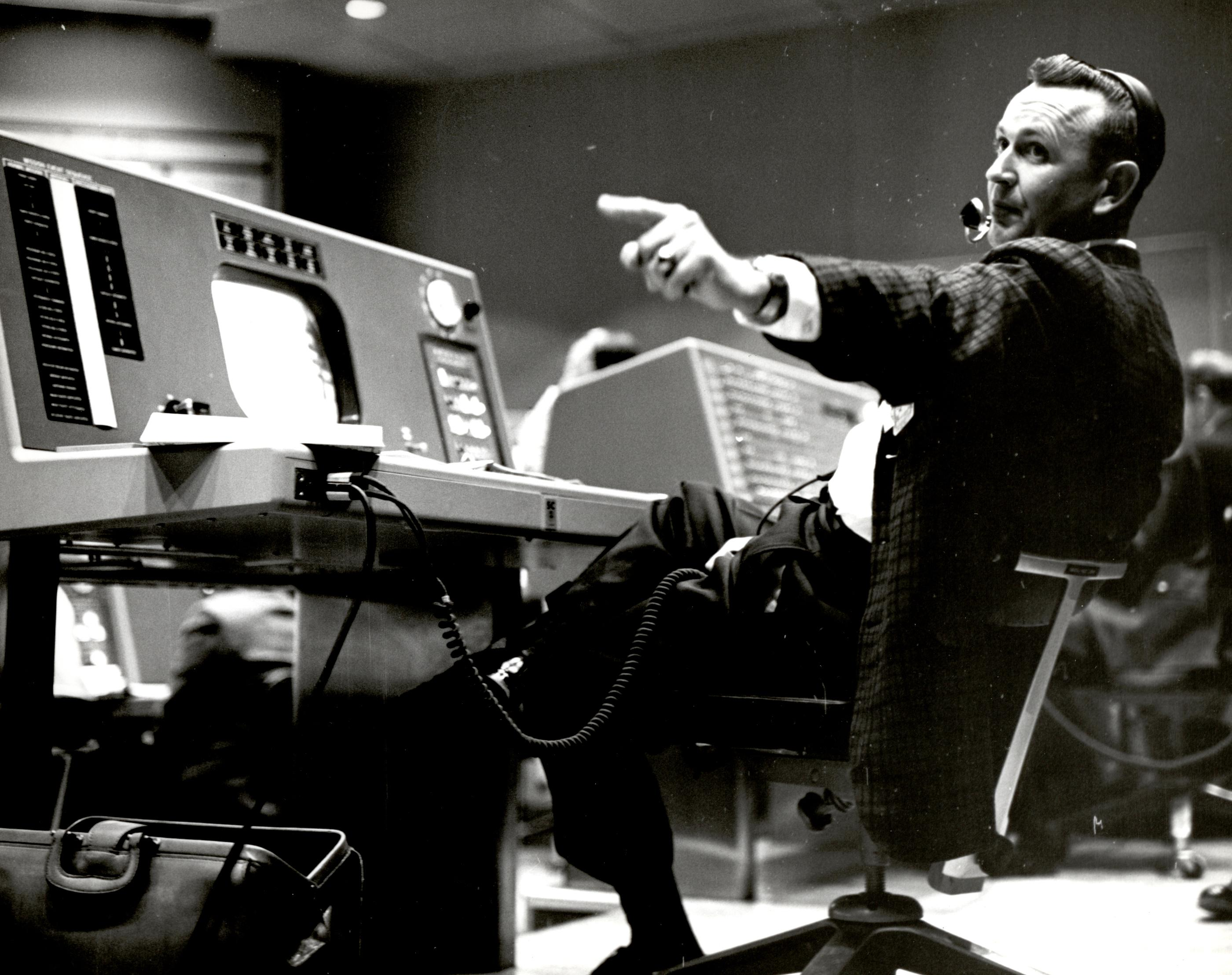
Крафт працює всередині зони управління польотом Центру управління.

Меркурій-Атлас 6, політ Джона Глена, 20 лютого 1962 року, виявився досвідом випробувань як для управління місією, так і для Крафта. Перший орбітальний політ американця розгортався нормально, поки Гленн не розпочав свою другу орбіту. У цей момент системний контролер повідомив, що телеметрія показує індикатор «Сегмент 51». Крафт вважав, що індикатор Сегменту 51 спричинений несправними приладами, а не фактичним дочасним розгортанням.

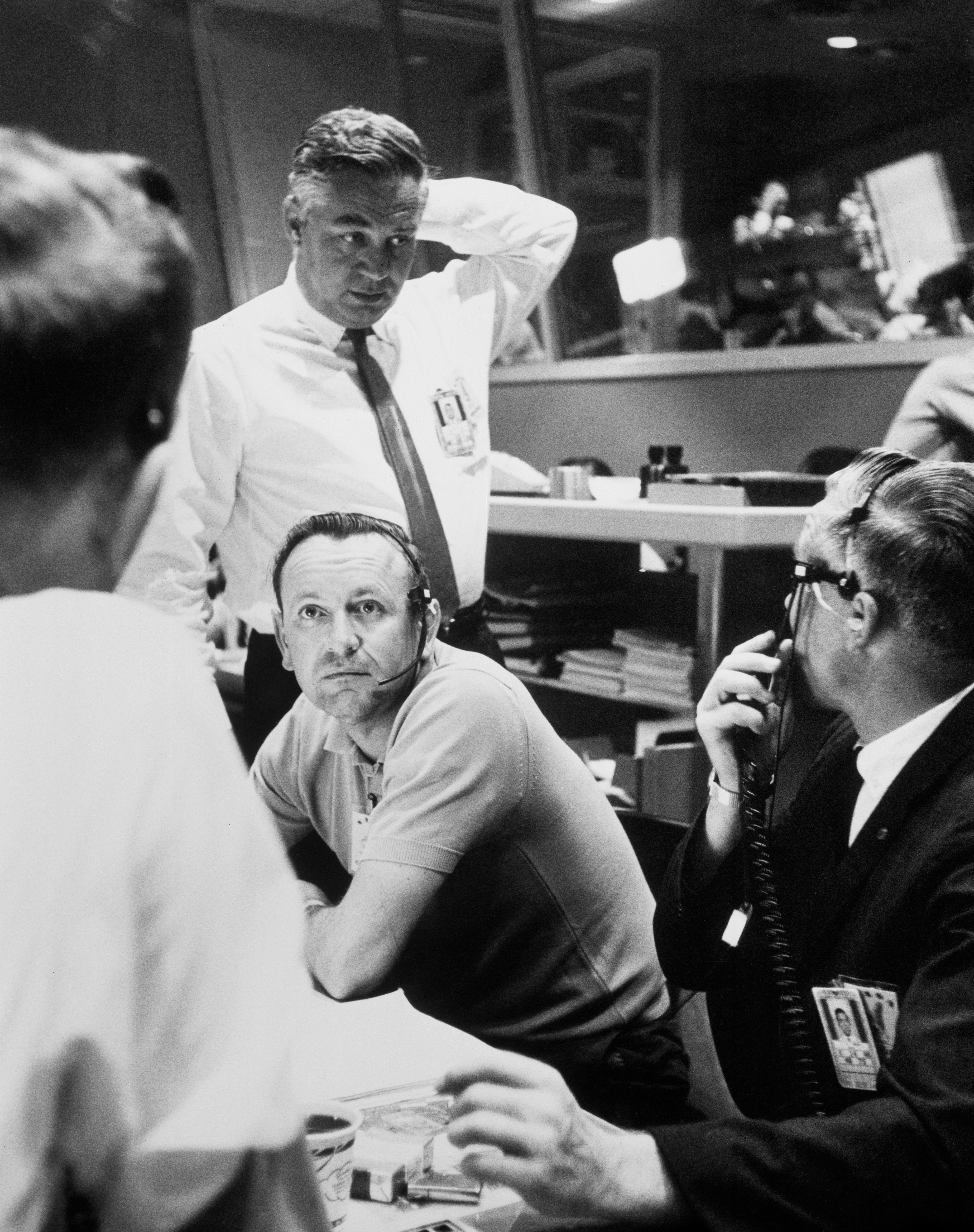
Кріс Крафт (сидить) спілкується з Уолтом Вільямсом та іншими під час Меркурія-Атласу 9.

Перед польотом Меркурія-Атласа 7 Крафт заперечив проти вибору Скотта Карпентера космонавтом для місії, сказавши Уолту Вільямсу, що відсутність у Карпентера інженерних навичок може поставити місію або його власне життя в небезпеку.
Наприкінці програми «Меркурій» Крафта запросили відвідати церемонію в Рожевому саду Білого дому, де він отримав медаль видатного лідерства НАСА. Його нагородили президент Джон Ф. Кеннеді та адміністратор NASA Джеймс Вебб . «Ні в кого з нас у житті не так багато таких днів», — згадав Крафт.

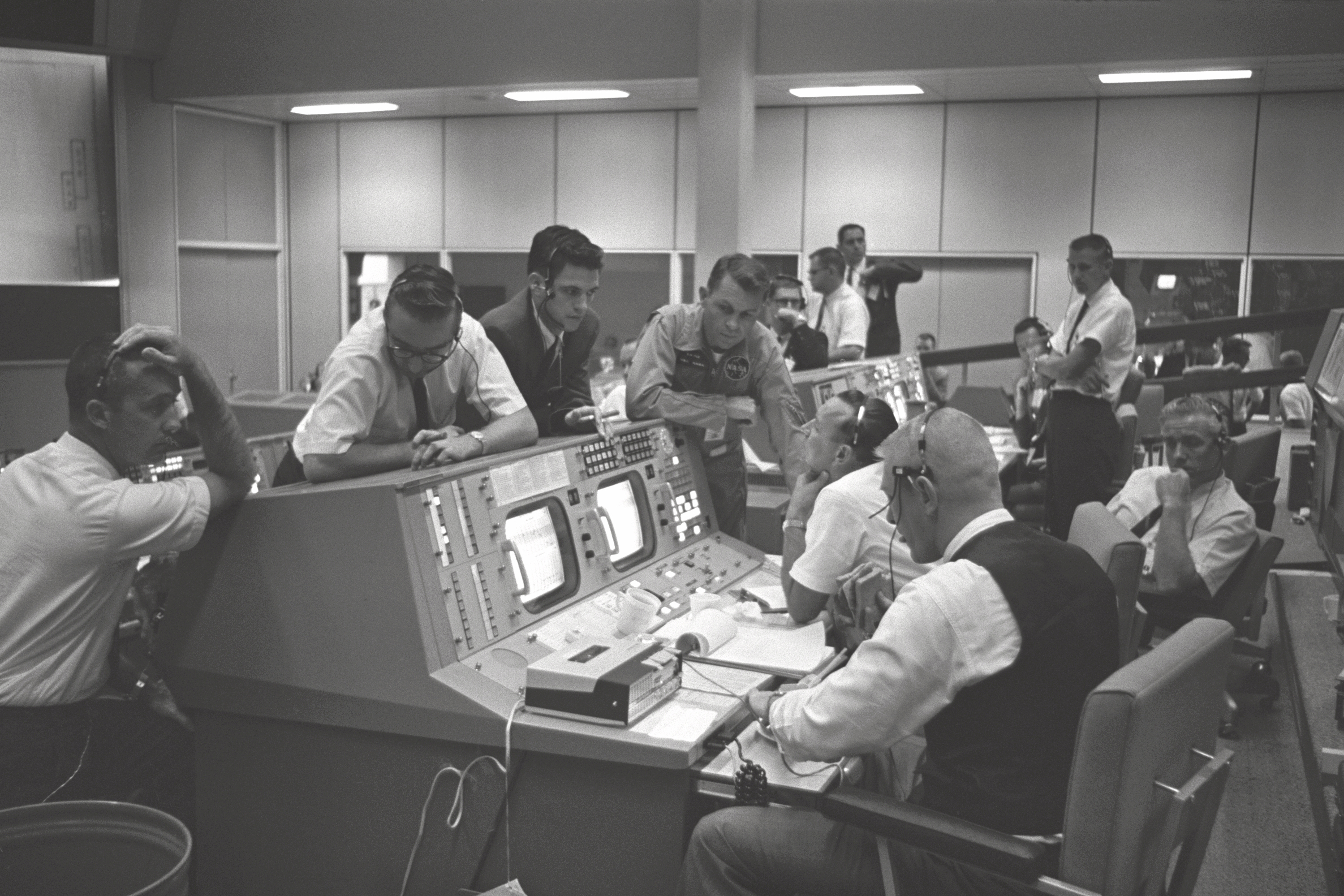
Під час ""Близнюків 5 Крафт (що сидить у центрі консолі) зустрічається з диспетчерами польотів та астронавтами.

Протягом шістдесятих років Крафт був загальновідомим в Америці. Він з'явився на обкладинці випуску «Часу» за 27 серпня 1965 року, в якому його зафіксували як «диригента на командному пункті». У своєму інтерв'ю Крафт порівняв себе з тезкою Христофором Колумбом, зауваживши: «Ми знаємо набагато більше про те, що нам робити, ніж він». І додав: «І ми знаємо, куди йдемо».

## Менеджер і наставник
Багато інженерів Apollo вважали, що Крафт був одним із найкращих менеджерів у програмі. Він особисто підбирав і навчав ціле покоління керівників польотів НАСА, включаючи Джона Ходжа, Гліна Ланні та Джина Кранца, останні з яких називали Крафта просто «Вчителем». За словами істориків космічних досліджень Мюррея і Кокса, Крафт «задав тон одній з найбільш вражаючих особливостей польотних операцій: беззаперечна довіра - не керівників підлеглими, а навпаки»

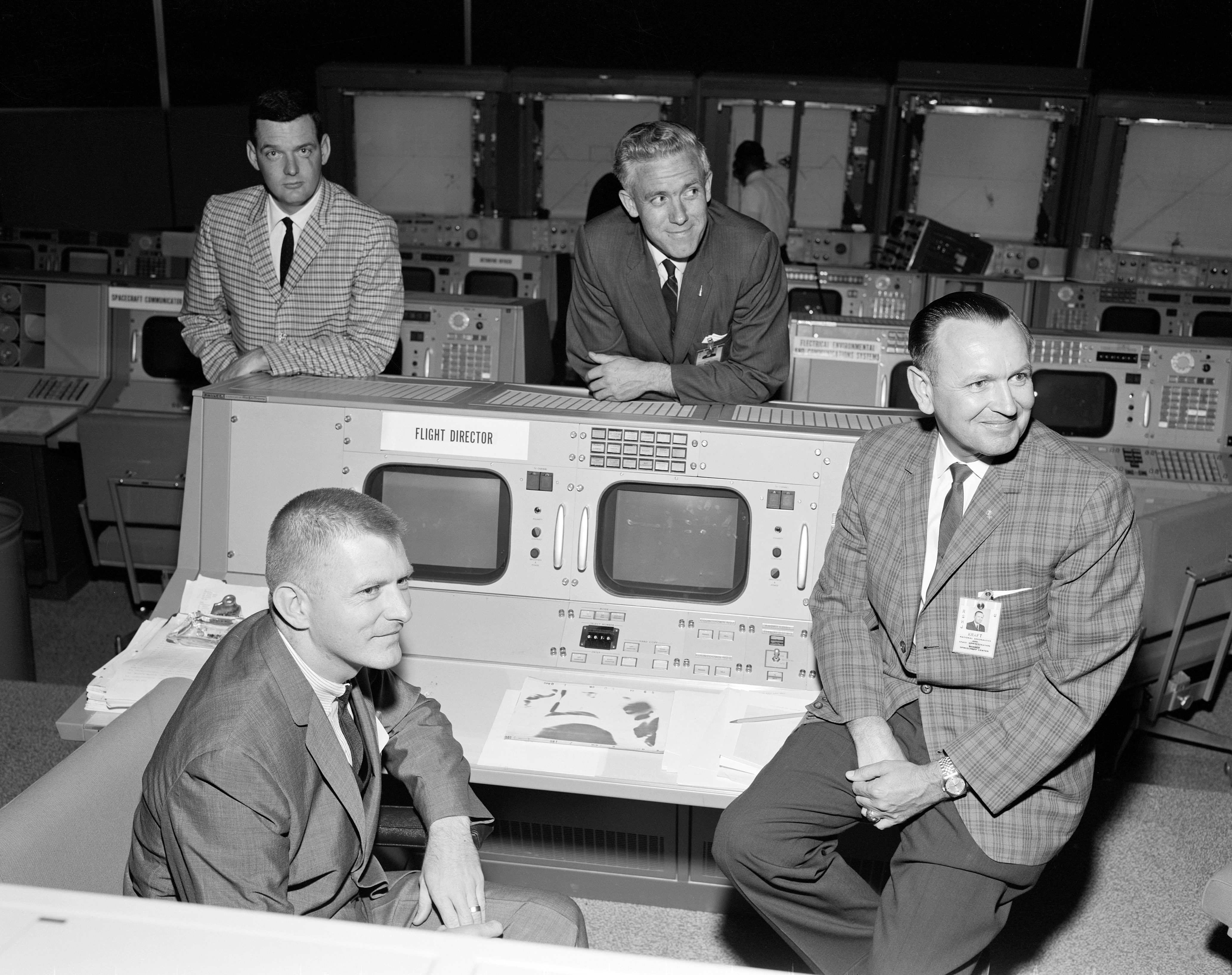
Крафт зі своїми новими керівниками польотів до місії Gemini 4. (За годинниковою стрілкою знизу праворуч: Крафт, Джин Кранц, Глінн Ланні та Джон Ходж)

Крафт міг бути жорстким керівником завдань, даючи зрозуміти, що в підрозділі льотних операцій немає місця для тих, хто не відповідав його суворим стандартам. «Помилятися — це людина», — говорив один з його улюблених висловів, «але робити це не раз — це суперечить політиці Дирекції польотних операцій».
Крафт брав участь у плануванні програми. Він був одним із перших менеджерів NASA, який взяв участь у рішенні про відправлення Аполлона-8 в навколомісячний політ. Через проблеми з розробкою Місячного модуля в 1968 році НАСА зіткнулося з можливістю відкласти повну випробувальну місію «Аполлона» до 1969 року. На заміну Джорджу Лоу, менеджеру Бюро програм космічного корабля «Аполлон», прийшла ідея призначити новий профіль місії «Аполлону 8», який можна було б виконувати без місячного модуля. Ідея обговорювалася на початку серпня на зустрічі Лоу, Крафта, Гілрут та Дік Слейтон:
9 серпня Гілрут, Лоу, Крафт і Слейтон вилетіли до Центру космічних польотів Маршалла в Хантсвіллі, штат Алабама, де проінформували керівників НАСА, включаючи Вернера фон Брауна та Рокко Петроне, про заплановану місію. 14 серпня вони разом із групою Хантсвіль вирушили до штаб-квартири NASA у Вашингтоні, округ Колумбія, щоб проінформувати заступника адміністратора Томаса Пейна.

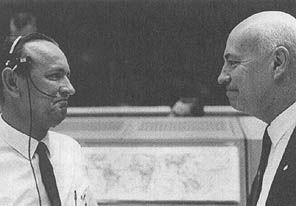
Кріс Крафт та Роберт Р. Гілрут після завершення місії Джеміні-5

Напередодні Різдва 1968 року Аполлон-8 був виведений на орбіту навколо Місяця. Крафт головував на нараді вищих керівників

## Нагороди та відзнаки

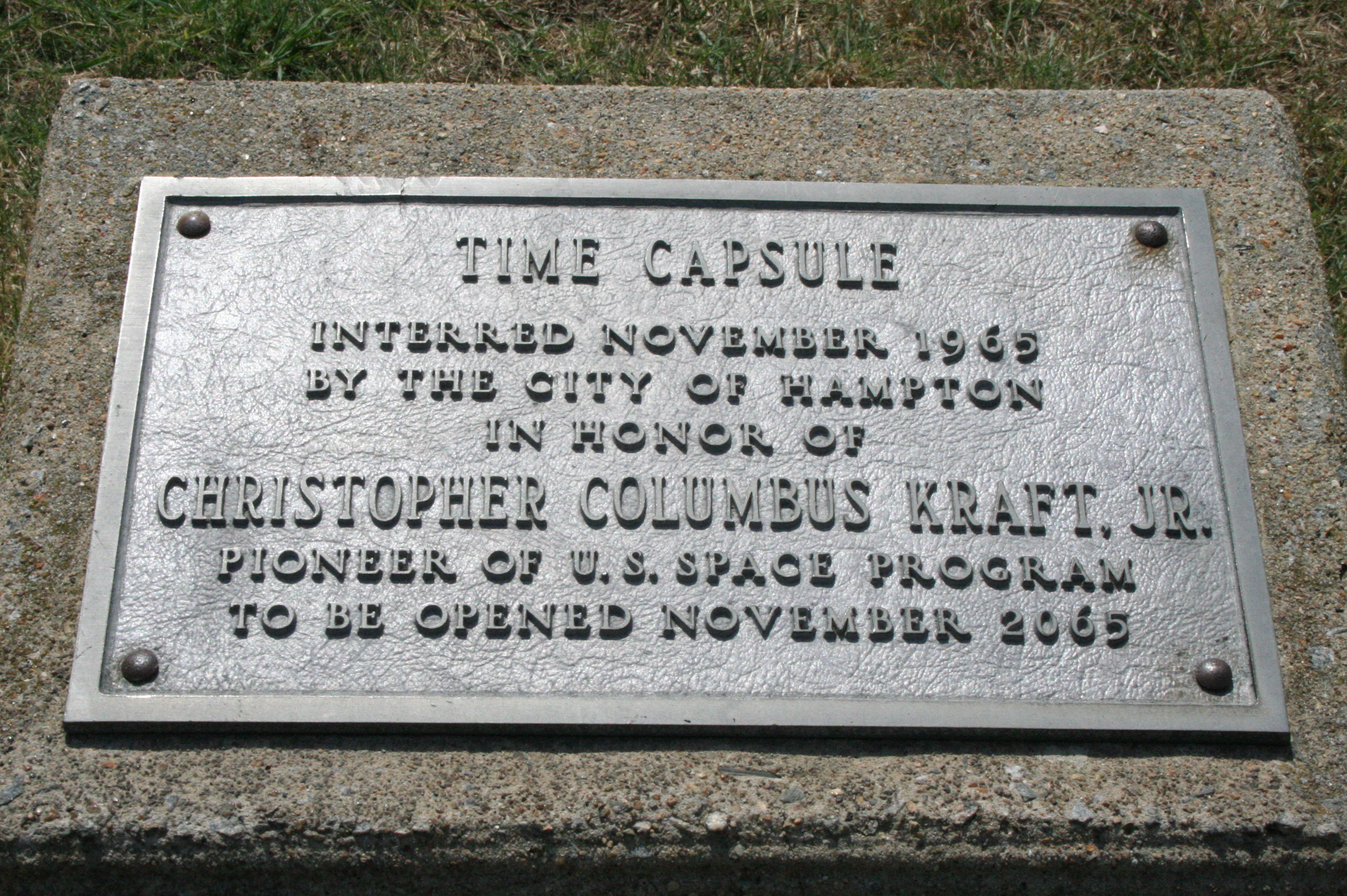
Капсула часу розміщена на честь Крафта в Air Power Park у місті Хемптон, штат Вірджинія

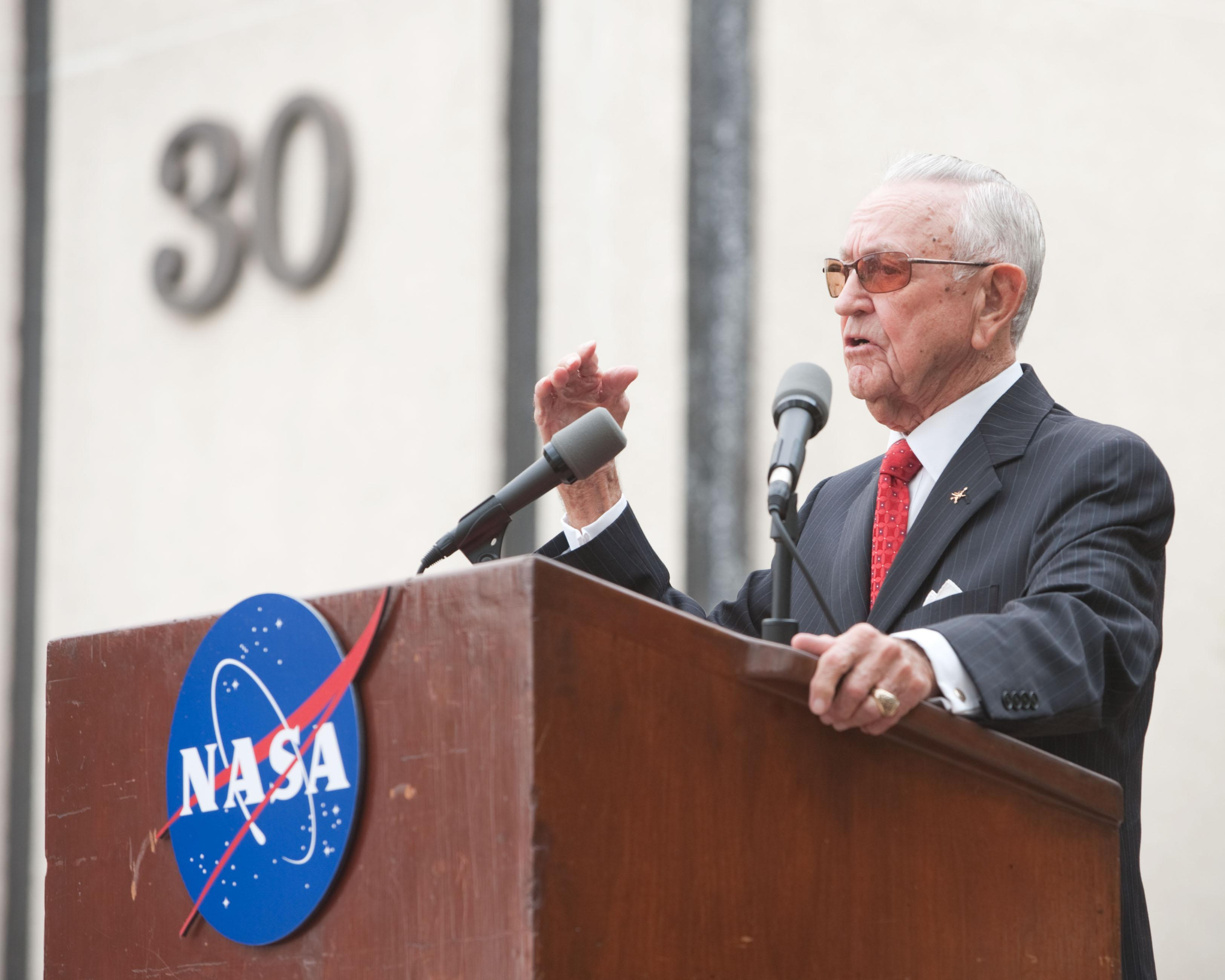
Крафт виступає на церемонії перейменування Центру управління на його честь, 14 квітня 2011 року.

За свою роботу Крафт отримав численні нагороди та відзнаки, в тому числі:
- Медаль NASA за видатне керівництво;
- Чотири медалі за відзнаку НАСА;
- Премія «Почесний громадянин», вручена йому містом Хемптон, штат Вірджинія, в 1966 році;
- Премія Джона Монтгомері в 1963 році;
- Меморіальний трофей Годдарда, нагорода Національного космічного клубу в 1979 році.
- Національна премія Ротарі за досягнення в космосі у 1999 році

Його назвали "рушійною силою в програмі польоту людини в космос від її початку, людиною, досягнення якої стали легендарними. " Крафт відповідав за формування організації та культури управління в НАСА. У 2011 році його іменем було названо будівлю Центру управління місіями.
- У 2006 році НАСА вручило Крафту нагороду-зразок місячного матеріалу, привезеного «Аполлоном 11». Крафт, у свою чергу, вручив нагороду своїй альма-матер, Політехнічному університету штату Вірджинія, для демонстрації в інженерному коледжі.[26]

- У 2011 році космічний центр Джонсона перейменовав свій Центр управління місіями на Центр управління місією Крістофера К. Крафта-молодшого.[27]

- Початкова школа в Хемптоні, штат Вірджинія, недалеко від рідного міста Крафта, названа на його честь.

- 1 жовтня 2016 року було оголошено про введення Крафта до Національного залу слави авіації.[28]

## Фільмографія
- У міні-серіалі «Від Землі до Місяця» 1998 року роль Крафта зіграв Стівен Рут[29]
- Крафт давав інтерв'ю в численних документальних фільмах про космічну програму, зокрема «Аполлон 13: До краю і назад» (PBS).[30]
- У 2018 році він був зображений у фільмі «Перша людина» Д. Евермора.[31]
- У 2020 році його зняли в міні-серіалі «Правильні речі» Еріка Ладіна.